# Parti communiste de Turquie du peuple
Pour les articles homonymes, voir Parti communiste de Turquie.
 (juillet 2018).

Premier logo

Le Parti communiste de Turquie du peuple (en turc : Halkın Türkiye Komünist Partisi ou HTKP) est un parti politique turc fondé en 2014. Il est une scission du Parti communiste de Turquie (2001).

## Historique
Le parti est issu d'une scission du Parti communiste de Turquie (2001) (TKP) ayant eu lieu à l'issue du 12e congrès en avril 2014. Les deux militants à l'origine de la fondation sont Erkan Baş et Metin Çulhaoğlu. L'autre composante issue de la scission est le Parti communiste (KP).

## Doctrine et programme
Le parti se réclame du marxisme-léninisme et a pour objectif la révolution socialiste,
. Les institutions politiques de la Turquie depuis la domination du Parti de la justice et du développement sont qualifiées de « Deuxième République ».

## Organisation
Le siège du parti est situé à Kadıköy, à Istanbul.

## Résultats électoraux

### Élections législatives
| Année | Voix           | %              | Sièges  | Rang | Gouvernement |
| ----- | -------------- | -------------- | ------- | ---- | ------------ |
| 2018  | Au sein du HDP | Au sein du HDP | 1 / 600 |      | Opposition   |